# نيسان بلوبيرد سيلفي
نيسان بلوبيرد سيلفي هي سيارة من إنتاج شركة نيسان موتورز.